# Tatort: Tod im Häcksler
Tod im Häcksler ist ein Fernsehfilm der Krimireihe Tatort aus dem Jahr 1991. Regie führte Nico Hofmann, der auch gemeinsam mit Stefan Dähnert das Buch schrieb. Ulrike Folkerts spielt zum dritten Mal die Ludwigshafener Kommissarin Lena Odenthal. Sie ermittelt in der Pfälzer Provinz und wird dabei von einem jungen Dorfpolizisten unterstützt, gespielt von Ben Becker. Der Film des Südwestfunks sorgte nach der Erstausstrahlung für Proteste aus der Pfalz.

## Handlung
Beim pfälzischen 120-Seelen-Dorf Zarten finden Jugendliche zufällig die Kleidung des vor zwei Jahren verschwundenen rumänischen Spätaussiedlers Petru Höreth. Seine Frau Dana Höreth ist beim Anblick der Kleidungsstücke entsetzt.
Nachdem die Polizei einen anonymen Anruf erhielt, übernehmen Kriminalhauptkommissarin Lena Odenthal und ihr Kollege Kriminalassistent Seidel den Fall. Odenthal fährt, gestresst von Ludwigshafen, in einem alten Polizei-Käfer aufs Land, Seidel ermittelt vom Ludwigshafener Revier aus. Vor Ort erhält die Kommissarin Unterstützung von der örtlichen Polizei in Person des Polizeimeisters Stefan Tries. Odenthal befragt Dana Höreth noch einmal zu den Umständen des Verschwindens ihres Mannes, sie gibt alles wie damals wieder. Seit einem Jahr hilft ihr der Jagdaufseher Hunzinger auf dem Hof, da sie allein mit ihrer 17-jährigen Tochter Mechthild damit nicht mehr zurechtkommt.
Odenthal kommt in einer Pension in der Nähe unter. Am Morgen holt sie Tries von zu Hause ab. Sie treffen sich mit einem von der Bundeswehr gestellten Suchtrupp, der die Gegend um das Dorf herum absucht. Im Gelände sind die Markierungen für eine geplante Talsperre zu sehen, die vor zwei Jahren gebaut werden sollte. Das Dorf hätte dafür aufgegeben werden müssen, da es auf dem Gebiet des entstehenden Stausees gelegen hätte, also überflutet worden wäre. Das Bauvorhaben wurde aber nicht verwirklicht.
Die nächste Nacht verbringt Odenthal direkt in dem kleinen Dorf, sie kommt bei dem Bewohner Sprengler unter. Er betreibt einen unrentablen Hühnerhof, der ebenfalls Dana Höreth gehört. Sprengler hat eine Beziehung mit deren Tochter Mechthild. An dem Wochenende, als Petru Höreth verschwand, waren Sprengler und Mechthild mit der Bahn nach Amsterdam gereist. In der Nacht wird die Kommissarin von Glockengeläut geweckt und kann beobachten, wie sich einige Dorfbewohner in der Kirche versammeln. Durch ein Kirchenfenster beobachtet sie, wie die Bewohner heftig mit dem Pfarrer diskutieren und anschließend beten. Hinterrücks wird sie niedergeschlagen. Am nächsten Morgen wacht Odenthal in Sprenglers Haus auf, betreut von Tries. Sie will den Pastor wegen der nächtlichen Versammlung befragen, doch der beruft sich auf das Beichtgeheimnis. Er informiert sie, dass die Kirche im Dorf geschlossen werde und er sich weit weg habe versetzen lassen. Später trifft die Kommissarin auf Hunzinger und befragt ihn, warum er nachts in der Kirche gewesen sei. Dazu äußert er sich nicht, berichtet aber, dass er der beste Freund von Petru Höreth gewesen sei. Für Sprengler jedoch hat er kein gutes Wort. Odenthal will Dana Höreth erneut befragen, wird jedoch von einigen Dorfbewohnern aus dem Haus geworfen. Außerdem hat man ihr Auto beschädigt und die Telefone sabotiert. Die Kommissarin trifft auf Dr. Dietrich Schröder, der ein Autotelefon hat. Schröder ist Vorstandsmitglied der MEWAG, der Gesellschaft, die den Staudamm bauen wollte. Er erzählt Odenthal, dass die Mainzer Firma Alucom eine große Aluminiumhütte beim nahen Gundolfsheim habe bauen wollen und die MEWAG den Strom dazu liefern sollte. Ein Staudamm mit Nachtstromwerk bot sich auf dem Gebiet von Zarten an. Das Projekt sei geplatzt, weil es Probleme beim Ankauf von Grundstücken gegeben habe.
Tries organisiert, dass Odenthal das Pfarramt als Büro nutzen kann. Am folgenden Tag beginnt die Kommissarin dort damit, die Dorfbewohner zu befragen, die bei der Versammlung in der Kirche dabei waren. Viele von ihnen stehen finanziell schlecht da, aber alle schweigen darüber, was damals passiert ist. Am Abend wird im Pfarramt ein Brandanschlag auf die Polizisten verübt. Die Kleidungsstücke als Beweise gehen dabei verloren. Tries, der bei dem Anschlag verletzt wurde, wird mit dem Taxi ins Krankenhaus gefahren. Der Taxifahrer erzählt von einer interessanten Fahrt, die er vor zwei Jahren von Zarten nach Amsterdam hatte, seine Fahrgäste seien Sprengler und Mechthild gewesen. Sie wollten ein Wochenende bleiben, seien dann aber schon am Tag der Hinfahrt wieder zurückgefahren, da es der jungen Frau nicht gut ging. Am nächsten Morgen befragt Lena Odenthal Mechthild zur Fahrt nach Amsterdam. Sie gesteht, dass sie nur dort gewesen sei, um einen Schwangerschaftsabbruch vornehmen zu lassen. Ihr Vater habe es so gewollt, obwohl Sprengler das Kind hätte haben wollen. Sprengler habe deswegen in der Nacht, als Petru Höreth verschwand, heftig mit ihm gestritten.
Sprengler widerspricht dem und sagt, auch er habe das Kind nicht gewollt und sei für eine Abtreibung gewesen, da er Mechthild nicht liebe. Er habe sich mit Petru Höreth nur wegen der Arbeit gestritten. Nach dem Streit sei er nach Hause gegangen und habe sich betrunken. Er sei erst morgens wieder aufgewacht, weil der Häcksler lautstark mit voller Leistung gelaufen sei. Er erzählt weiter, dass Petru Höreth sein Grundstück nicht an die MEWAG habe verkaufen wollen. Alle Dorfbewohner hätten ihr Land verkauft, nur Höreth nicht. Jeder im Dorf habe deswegen auf ihn eingeredet. Nach seiner Aussage geht Sprengler in die Kneipe, um sich zu betrinken. Viele der Dorfbewohner kommen hinzu und bedrängen ihn. Er flieht, jedoch können sie ihn einholen und festhalten. Sie beginnen ihn zu entkleiden und wollen ihn, wie seinerzeit Höreth, in den Häcksler werfen. Odenthal kommt mit dem mittlerweile eingetroffenen Seidel hinzu. Sie können die geplante Tat gerade noch verhindern. Alle Beteiligten werden festgenommen, auch Hunzinger.

## Hintergrund
Regisseur und Koautor Nico Hofmann wurde später vor allem als Produzent von „Event-Filmen“ wie Der Tunnel, Die Sturmflut, Dresden oder Mogadischu bekannt. Für Drehbuchautor Stefan Dähnert war Tod im Häcksler das erste Tatort-Buch. Später entwickelte er für den Südwestrundfunk die Figur der Konstanzer Tatort-Kommissarin Klara Blum. Die Idee zum Buch gab Dähnert das Pumpspeicherwerk Bremm, das nur wenige Kilometer von seiner Heimat Cochem entfernt hatte entstehen sollen, aber letztlich verworfen worden war. Eine darauf basierende Handlung wurde von der Moseleifel in Richtung Ludwigshafen zur Westpfalz verlegt.
Das Dorf Zarten ist fiktiv und soll nördlich von Kaiserslautern liegen. Das als nächstgrößere Gemeinde genannte Gundolfsheim ist ebenfalls fiktiv. Auf einer im Film sichtbaren topografischen Karte ist Zarten zwischen den realen Orten Reipoltskirchen und Nußbach eingetragen. Als tatsächlicher Drehort für Zartener Dorfszenen diente das knapp zwei Kilometer südöstlich von Nußbach gelegene Rudolphskirchen, ein Ortsteil von Rathskirchen, Verbandsgemeinde Rockenhausen im Donnersbergkreis. Weitere Drehorte liegen in der Umgebung des Südwestfunk-Standortes Baden-Baden. So ist die auf dem Weg in die Pfalz benutzte Fähre tatsächlich die von Mittelbaden ins Elsass führende Rheinfähre Plittersdorf – Seltz. Im Film kommt eine katholische Kirche samt Pfarramt vor. Die Kirche in Rudolphskirchen ist jedoch eine protestantische Kirche und eines von fünf Kulturdenkmälern des Ortes. Die im Film verwendeten Kraftfahrzeugkennzeichen enthalten neben den realen Unterscheidungszeichen NW für Neustadt an der Weinstraße und MZ für Mainz auch das fiktive Unterscheidungszeichen WBG. Zumindest die Kennzeichen mit letzterem sind somit fiktive Kennzeichen für Filmproduktionen.
Tod im Häcksler wurde am Sonntag, dem 13. Oktober 1991, im Ersten ausgestrahlt. Am 18. November 2010 wurde der Film als DVD in der Tatort-Box Die 1990er Jahre veröffentlicht, zusammen mit den Folgen Die chinesische Methode (Leitmayr/Batic) und Willkommen in Köln (Ballauf/Schenk). Am 26. Januar 2012 erschien er zudem als Teil einer Tatort: Odenthal-Box zusammen mit den Fällen Schlaflose Nächte und Der glückliche Tod.

## Rezeption

### Kritiken
TV Spielfilm meinte, dass es sich um ein „abgründiges Krimidrama“ handele, und fasste zusammen: „Packende Geschichte, exzellent gespielt.“ Die Fernsehzeitschrift Prisma nannte den Film ein „düsteres Provinzstück“ und lobte Ben Beckers „überzeugend[es]“ Spiel. Lena Odenthal dürfe „endlich auch einmal Gefühle zeigen“.

„Und der Fall, der Krimi? Er versumpfte sang- und klanglos in dieser grotesken Überzeichnung provinzieller Zurückgebliebenheit. Zwar wurden nach bewährtem Muster Tatverdächtige aufgebaut und als solche wieder verworfen, ein doch sicherlich böses Industrieunternehmen ins Spiel gebracht, aber als dank „Kommissar Zufall“ endlich fast das gesamte Dorf des Kollektivmordes an jenem rumänischen Aussiedler überführt wurde, war es einem längst völlig egal, wer's denn nun eigentlich gewesen war.“

### Kontroverse
Die Darstellung der Pfalz als rückständig führte nach der Ausstrahlung zu Protesten aus der Region und war Gegenstand einer Debatte im Landtag Rheinland-Pfalz wegen diskriminierender Darstellung der Region als „Zerrbild eines ‚pfälzisch Sibiriens‘“. Der damalige rheinland-pfälzische Wirtschaftsminister Rainer Brüderle, der zuvor von „Verunglimpfung“ der Pfälzer gesprochen hatte, lud die Darstellerin Ulrike Folkerts zu einer Wanderung ein, bei der er versuchte, sie von den Vorzügen der Pfalz, ihrer Bewohner und ihrer Küche zu überzeugen.
Die Kontroverse um den Film wurde 2019 durch den SWR in einer Dokumentation von Sigrid Faltin dargestellt.

## Fortsetzung
Anlässlich des 30-jährigen Dienstjubiläums von Lena Odenthal produzierte der SWR eine Fortsetzung (wieder mit Ben Becker) mit dem Titel Die Pfalz von oben, die am 17. November 2019 zur Hauptsendezeit am Sonntagabend gezeigt wurde.